# Snap Inc.
スナップ（英: Snap Inc.）は、アメリカ合衆国カリフォルニア州に本社を置く、写真共有アプリのSnapchatやスマートグラスのSpectaclesなどを開発・販売する多国籍企業である。2016年9月24日に、スナップチャット（英: Snapchat Inc.）から改称した。

## 歴史
2011年にスタンフォード大学の学生だったエヴァン・シュピーゲルと寮の友人だったレギー・ブラウンの会話からアイデアが生まれた。その後、ボビー・マーフィーがエンジニアとしてチームに加わり、2011年7月8日、iOSアプリとして後にスナップチャットと名前を変える『Picaboo』がリリースされた。
2011年後半、サービスの方向性をめぐり意見が対立しシュピーゲルとマーフィーがブラウンを追放した。その後、ブラウンは2人を相手取り提訴、2014年にブラウンに対して現金1億5750万ドル（約180億円）を支払うことで和解した。
2017年3月1日、ニューヨーク証券取引所に株式公開。ティッカーシンボルは「SNAP」。
2017年5月、株式公開後初めての四半期決算を発表し売上高1億4960万ドル、純損失22億1000万ドルを計上、多くの数字でアナリストの予想を下回り株価は25%の大幅下落した。

## 製品
- Snapchat
- Spectacles
Spectaclesは同社が初めて手掛けたハードウェア製品で、サングラス型の動画撮影デバイス、いわゆるスマートグラスである[2]。Spectaclesの新店舗が、本社のあるカリフォルニア州ヴェニスにオープンすると2017年3月にOnebox Newsが報じた[2]。